# Aist
L'Aist est une rivière de Haute-Autriche, affluent du Danube.

## Géographie
Elle naît de la confluence de la Feldaist et de la Waldaist et draine un bassin de 647 km2.
Son cours a été dévasté lors de l'inondation de 2002 en Europe centrale.
Elle traverse le site Natura 2000 de Waldaist-Naarn sur les 15 km de son parcours avant sa confluence.